# アフガニスタンの教育
アフガニスタンの教育（アフガニスタンのきょういく）は、ザーヒル・シャー国王の在位中（1933年 - 1977年）に近代化改革が行なわれ、全国の半数の12歳未満の児童が初等学校に入学し、同時に中学校システムを拡充し、カーブルに国立大学（カーブル大学）を創設した。
教育改革は実施されたが、1979年までに全人口の90%は文盲である現状は改善されなかった。更に1979年にソ連のアフガニスタン侵攻により、絶え間ない戦闘でアフガニスタンの教育システムは徹底的に破壊され、ほとんどの教師がソ連占領とそれに続く内戦期間中国外に逃亡していた。1990年代半ばには国内で僅かに650校の学校が継続して機能しているに過ぎなかった。
1996年にターリバーン政権は女性への教育を禁止し、マドラサが初等及び中等教育の重要な役割を果たすようになった。2001年にターリバーン政権が崩壊すると、暫定政権は国際援助を受け国内の教育システムの再建に尽力した。
2003年時点で約7,000校が開設され、全国34の省の内20省で教育が実施され、27,000名の教員と420万名の学生（120万名の女子を含む）が就学し、内390万名が小学校に在籍している。2002年にカーブル大学が再開された際は24,000名の学生が入学し、その他5校の大学が再開された。2001年にイスラム原理主義のターリバーン政権が崩壊した後、宗教の授業が学校内で実施されているが、その内容に関しては教師の裁量に委ねられている。
2003年現在、男性は57%が、女性は86%が文盲と推測され、教育を受けた労働者の不足が経済発展の大きな障害となっている。